# Baling Soela
Baling Soela, ook wel Balinsoela, is een dorp in het bestuursressort Centrum Brokopondo in Suriname. Het dorp is bereikbaar via de Martin Luther Kingweg en de Surinamerivier.
In het dorp bevindt zich een kliniek van de Medische Zending. Er staat verder een school van de Evangelische Broedergemeente en een kindertehuis.
Carry-Ann Tjong Ayong richtte met de stichting Vice Versa en het Forumtheater een theatergroep op in het dorp, waarbij theater ingezet wordt als middel om taboes te doorbreken, zoals de besmetting met aids.
De Surinamerivier kent hier een sterke stroming. Medio jaren 2010 waren er meermaals berichten van verdrinkingen. Aan de rivier ligt het Ananistrand met een afgebakend zwemgedeelte. In 2020 en 2021 dregden hier skalian naar goud. Het dorp raakte maanden lang geheel geïsoleerd tijdens de overstromingen van 2022.